# Ходжаабад (Балыкчинский район)
Ходжаабад (узб. Xoʻjaobod / Хўжаобод) — посёлок городского типа, расположенный на территории Балыкчинского района Андижанской области Республики Узбекистан.

Статус посёлка городского типа с 2009 года.